# Луговое (озеро, Ленинградская область)
Луговое (фин. Reuhunselkä) — озеро на территории Каменногорского городского поселения Выборгского района Ленинградской области.

## Общие сведения
Площадь озера — 2 км². Располагается на высоте 9,0 метров над уровнем моря.
Форма озера продолговатая: вытянуто с севера на юг. Берега каменисто-песчаные, преимущественно заболоченные.
В северную часть озера впадает река Кивистёнсалми, вытекающая из озера Мелководного, в которое впадает река Лазурная, несущая воды из озёр Сточного, Сысоевского, Большого Богородского и Мысового. Из южной части Лугового вытекает безымянная протока, втекающая в реку Вуоксу.
В озере расположено около десятка островов различной площади. Наиболее крупные: Реухунсаари (фин. Reuhunsaari) и Коркеалуото (фин. Korkealuoto).
С севера от озера проходит просёлочная дорога.
Код объекта в государственном водном реестре — 01040300211102000012059.